# Cellana craticulata
Cellana craticulata is een slakkensoort uit de familie van de Nacellidae. De wetenschappelijke naam van de soort is voor het eerst geldig gepubliceerd in 1905 door Suter.